# Fredrik Bagge
Fredrik Bagge, född 24 december 1646 i Marstrand, död där 8 november 1713, var en svensk kyrkoherde och riksdagsman.
Han deltog som ledamot av prästeståndet i riksdagarna 1680, 1686, 1693, 1697 och 1710.

## Biografi
Fredrik Bagge var son till borgmästaren i Marstrand Nils Bagge och Malin Burgesdotter. Efter studier vid Köpenhamns universitet  och Uppsala universitet promoverades han till filosofie magister vid Wittenbergs universitet 1667. Två år senare utsågs hans till kyrkoherde i Marstrand. Han gifte sig 1670 med Elisabet Vandalin.

Ungefärlig uttolkning av blasonering av Fredrik Bagges vapensköld.

Han kännetecknades som begåvad och lärd, men styvsint och självrådig, därtill "för sin orubbliga trohet mot sitt fosterland."
Efter den dansk-norska segern i slaget vid Marstrand (1677) beordrades kyrkoherden Fredrik Bagge att celebrera Te Deum inför kung Kristian V av Danmark och hans herrskap. Istället bad han i närvaro av den danske överbefälhavaren Ulrik Frederik Gyldenløve och andra erövrande officerare för kung Karl XI av Sverige och dennes seger över Sveriges fiender. Som resultat av detta fängslades kyrkoherden i Karlstens fästning och dömdes till döden i militärdomstol. Vid rättegången initierade han ett kraftfullt försvarstal för den svenska kronan varpå en dansk officer sprang på honom, tryckte sin hand över kyrkoherdens mun och sade: "Lader ham kun icke tale, fordi då gjør han os til Tyve och Skielme allesamman."
Han förflyttades till Fredriksten där han inväntade sitt straff. Som förmögen man tilläts dock Fredrik Bagge köpa sig fri från sin dödsdom med tredubbel mansbot. 
När kung Karl XI väl kom tillbaka "öfverhopades han med nådebevisningar" och erhöll bland annat Solberga som prebende.
Fredrik Bagge förde i vapensköld "ett uppväxande träd".
Kyrkoherde Fredrik Bagge dog 8 november 1713.